# Élections législatives de 1962 dans le Calvados
Les élections législatives françaises de 1962 se déroulent les 18 et 25 novembre 1962. Dans le département du Calvados, cinq députés sont à élire dans le cadre de cinq circonscriptions.

## Élus
| Circonscription | Député sortant         | Parti | Parti | Député élu ou réélu | Parti | Parti   |
| --------------- | ---------------------- | ----- | ----- | ------------------- | ----- | ------- |
| 1re             | Henri-François Buot    |       | UNR   | Henri-François Buot |       | UNR-UDT |
| 2e              | Robert Bisson          |       | UNR   | Robert Bisson       |       | UNR-UDT |
| 3e              | Edmond Duchesne        |       | CNIP  | Edmond Duchesne     |       | RI      |
| 4e              | Raymond Triboulet      |       | UNR   | Raymond Triboulet   |       | UNR-UDT |
| 5e              | Jacques Le Roy Ladurie |       | CNIP  | André Halbout       |       | UNR-UDT |

## Résultats

### Résultats à l'échelle du département
| Parti          | Parti                                          | Premier tour | Premier tour | Second tour | Second tour | Sièges |
| Parti          | Parti                                          | Voix         | %            | Voix        | %           | Sièges |
| -------------- | ---------------------------------------------- | ------------ | ------------ | ----------- | ----------- | ------ |
|                | Union pour la nouvelle République (UDT)        | 79 533       | 46,31        |             |             | 4      |
|                | Républicains indépendants                      | 15 336       | 8,93         | 21 821      | 59,97       | 1      |
|                | Majorité présidentielle                        | 94 869       | 55,23        | 21 821      | 59,97       | 5      |
|                |                                                |              |              |             |             |        |
|                | Centre national des indépendants et paysans    | 24 747       | 14,41        | Retrait     | Retrait     | 0      |
|                | Mouvement républicain populaire                | 9 054        | 5,27         |             |             | 0      |
|                | Centre démocratique                            | 33 801       | 19,68        |             |             | 0      |
|                |                                                |              |              |             |             |        |
|                | Parti communiste français                      | 28 467       | 16,57        | 14 567      | 40,03       | 0      |
|                | Section française de l'Internationale ouvrière | 6 062        | 3,53         |             |             | 0      |
|                | Parti radical                                  | 6 040        | 3,52         | 0           |             |        |
|                | Parti socialiste unifié                        | 2 517        | 1,47         | 0           |             |        |
|                |                                                |              |              |             |             |        |
| Inscrits       | Inscrits                                       | 274 083      | 100,00       | 55 590      | 100,00      | 5      |
| Abstentions    | Abstentions                                    | 96 327       | 35,15        | 17 336      | 31,19       |        |
| Votants        | Votants                                        | 177 756      | 64,85        | 38 254      | 68,81       |        |
| Blancs et nuls | Blancs et nuls                                 | 6 000        | 3,38         | 1 866       | 4,88        |        |
| Exprimés       | Exprimés                                       | 171 756      | 96,62        | 36 388      | 95,12       |        |

### Résultats par circonscription

#### Première circonscription (Caen)
|                | Henri-François Buot sortant réélu | UNR-UDT        | 26 923 | 56,84  |  |  |  |
|                | Robert Lakota                     | PCF            | 8 666  | 18,29  |  |  |  |
|                | Robert Carabie                    | MRP            | 7 477  | 15,78  |  |  |  |
|                | Gérard Lemercier                  | SFIO           | 4 303  | 9,08   |  |  |  |
|                |                                   |                |        |        |  |  |  |
| Inscrits       | Inscrits                          | Inscrits       | 77 052 | 100,00 |  |  |  |
| Abstentions    | Abstentions                       | Abstentions    | 28 489 | 36,97  |  |  |  |
| Votants        | Votants                           | Votants        | 48 563 | 63,03  |  |  |  |
| Blancs et nuls | Blancs et nuls                    | Blancs et nuls | 1 194  | 2,46   |  |  |  |
| Exprimés       | Exprimés                          | Exprimés       | 47 369 | 97,54  |  |  |  |

#### Deuxième circonscription (Falaise - Lisieux)
|                | Robert Bisson sortant réélu | UNR-UDT        | 19 333 | 60,21  |  |  |  |
|                | Gilles Dudouit              | CNIP           | 5 967  | 18,58  |  |  |  |
|                | Auguste Vrel                | PCF            | 4 291  | 13,36  |  |  |  |
|                | René Lebec                  | PSU (SFIO)     | 2 517  | 7,84   |  |  |  |
|                |                             |                |        |        |  |  |  |
| Inscrits       | Inscrits                    | Inscrits       | 49 752 | 100,00 |  |  |  |
| Abstentions    | Abstentions                 | Abstentions    | 16 581 | 33,33  |  |  |  |
| Votants        | Votants                     | Votants        | 33 171 | 66,67  |  |  |  |
| Blancs et nuls | Blancs et nuls              | Blancs et nuls | 1 063  | 3,2    |  |  |  |
| Exprimés       | Exprimés                    | Exprimés       | 32 108 | 96,8   |  |  |  |

#### Troisième circonscription (Pont-l'Évêque)
| Candidat       | Candidat                      | Parti          | Premier tour | Premier tour | Second tour | Second tour |  |
| Candidat       | Candidat                      | Parti          | Voix         | %            | Voix        | %           |  |
| -------------- | ----------------------------- | -------------- | ------------ | ------------ | ----------- | ----------- |  |
|                | Edmond Duchesne sortant réélu | RI             | 15 336       | 42,46        | 21 821      | 59,97       |  |
|                | André Lenormand               | PCF            | 10 351       | 28,66        | 14 567      | 40,03       |  |
|                | Camille Liegeard              | CNIP           | 7 094        | 19,64        | Retrait     | Retrait     |  |
|                | André Moulin                  | SFIO           | 1 759        | 4,87         |             |             |  |
|                | Jean Mégret                   | MRP            | 1 577        | 4,37         |             |             |  |
|                |                               |                |              |              |             |             |  |
| Inscrits       | Inscrits                      | Inscrits       | 55 599       | 100,00       | 55 590      | 100,00      |  |
| Abstentions    | Abstentions                   | Abstentions    | 18 324       | 32,96        | 17 336      | 31,19       |  |
| Votants        | Votants                       | Votants        | 37 275       | 67,04        | 38 254      | 68,81       |  |
| Blancs et nuls | Blancs et nuls                | Blancs et nuls | 1 158        | 3,11         | 1 866       | 4,88        |  |
| Exprimés       | Exprimés                      | Exprimés       | 36 117       | 96,89        | 36 388      | 95,12       |  |

#### Quatrième circonscription (Bayeux)
|                | Raymond Triboulet sortant réélu | UNR-UDT        | 15 890 | 60,33  |  |  |  |
|                | Jean-Pierre Baudard             | Radsoc         | 6 040  | 22,93  |  |  |  |
|                | Léonce Martin                   | CNIP           | 2 290  | 8,69   |  |  |  |
|                | Marcel Moreau                   | PCF            | 2 118  | 8,04   |  |  |  |
|                |                                 |                |        |        |  |  |  |
| Inscrits       | Inscrits                        | Inscrits       | 43 283 | 100,00 |  |  |  |
| Abstentions    | Abstentions                     | Abstentions    | 16 000 | 36,97  |  |  |  |
| Votants        | Votants                         | Votants        | 27 283 | 63,03  |  |  |  |
| Blancs et nuls | Blancs et nuls                  | Blancs et nuls | 945    | 3,46   |  |  |  |
| Exprimés       | Exprimés                        | Exprimés       | 26 338 | 96,54  |  |  |  |

#### Cinquième circonscription (Vire)
|                | André Halbout élu              | UNR-UDT        | 17 387 | 58,3   |  |  |  |
|                | Jacques Le Roy Ladurie sortant | CNIP           | 9 396  | 31,5   |  |  |  |
|                | Eugène Bourey                  | PCF            | 3 041  | 10,2   |  |  |  |
|                |                                |                |        |        |  |  |  |
| Inscrits       | Inscrits                       | Inscrits       | 48 397 | 100,00 |  |  |  |
| Abstentions    | Abstentions                    | Abstentions    | 16 933 | 34,99  |  |  |  |
| Votants        | Votants                        | Votants        | 31 464 | 65,01  |  |  |  |
| Blancs et nuls | Blancs et nuls                 | Blancs et nuls | 1 640  | 5,21   |  |  |  |
| Exprimés       | Exprimés                       | Exprimés       | 29 824 | 94,79  |  |  |  |